# Arthroleptis affinis
Arthroleptis affinis es una especie de anfibios de la familia Arthroleptidae.
Es endémica de Tanzania.
Sus hábitats naturales son bosques tropicales o subtropicales, montanos secos tropicales o subtropicales, praderas en zonas de gran altitud, pantanos, extensiones cultivadas, jardines y zonas antiguamente boscosas ahora degradadas.
Está amenazada de extinción por la pérdida de su hábitat natural.